# Кир I
Кир I е първият персийски цар, който откъсва държавата от Мидия. През 550 г. пр. Хр. той идва на влост и до 559г. пр. Хр. вече учреждава Персия. Смята се, че е син на полумитологичния Чишпиш, който според надписа на Бехистунската скала, написан от Дарий I, е син на Ахемен, за когото гърците казват, че е потомък на Персей (от името му идва названието Персия).